# Wagamama
Wagamama is een fastfoodketen voor Aziatische gerechten, opgericht door Alan Yau. De naam 'Wagamama' is Japans en betekent ‘ondeugend kind’ of ‘ iemand die eigenwijs en vastberaden is’.

## Geschiedenis
Wagamama, geopend in 1992 in Bloomsbury, Londen, was het eerste restaurant in zijn soort in Europa. Eind 2018 waren er 196 vestigingen wereldwijd. Het ontwerp van de restaurants is beïnvloed door de ramen-winkels in Japan. Ramen is een Japans gerecht bestaand uit Chinese noedels in vlees- of visbouillon.
De slogan van het merk is: "positive eating + positive living". De restaurants in de Verenigde Staten, maar ook in Engeland, Schotland en Wales zijn dochterondernemingen van wagamama ltd. In 23 andere landen over de hele wereld worden restaurants door franchisepartners geëxploiteerd.
Buiten de Verenigde Staten en Groot-Brittannië zijn er vestigingen in Oostenrijk, Bahrein, België, Bulgarije, Cyprus, Denemarken, Frankrijk, Gibraltar, Griekenland, Ierland, Italië, Malta, Nederland, Noorwegen, Oman, Qatar, Saoedi-Arabië, Slowakije, Spanje, Turkije, de Verenigde Arabische Emiraten, Zweden en Zwitserland.
De eerste vestiging in Londen sloot in 2016.
The Restaurant Group plc werd in oktober 2018 de eigenaar voor een bedrag van 559 miljoen Britse pond.